# كوليسين
كُولِيسين (بالانجليزية: colicin) هو نوع من المبيدات الجرثومية والبكتيرية يقتل أو يثبط نمو الجراثيم والبكتيريا التي تنتجها بعض سلالات الإشريكية القولونية. يتم إطلاق كوليسين في البيئة لتقليل تكاثر السلالات البكتيرية الأخرى.